# Mazoires
Mazoires ist eine französische Gemeinde mit 95 Einwohnern (Stand 1. Januar 2022) im Département Puy-de-Dôme in der Region Auvergne-Rhône-Alpes (vor 2016 Auvergne). Sie gehört zum Arrondissement Issoire und zum Kanton Brassac-les-Mines (bis 2015 Ardes).

## Geografie
Mazoires liegt etwa zwanzig Kilometer südwestlich von Issoire am Ostabhang des Zentralmassivs. Mazoires wird umgeben von den Nachbargemeinden Roche-Charles-la-Mayrand im Norden und Nordwesten, La Chapelle-Marcousse im Norden und Nordosten, Rentières im Nordosten, Ardes im Osten, Apchat im Osten und Südosten, Anzat-le-Luguet im Süden sowie Saint-Alyre-ès-Montagne im Westen.

## Bevölkerungsentwicklung
| Jahr                       | 1962 | 1968 | 1975 | 1982 | 1990 | 1999 | 2006 | 2013 |
| Einwohner                  | 247  | 217  | 183  | 172  | 145  | 104  | 103  | 99   |
| Quellen: Cassini und INSEE |      |      |      |      |      |      |      |      |

## Sehenswürdigkeiten
- Kirche Saint-Saturnin-et-Sainte-Florine
- Kapelle Sainte-Pezade
- Burg Vèze

## Weblinks

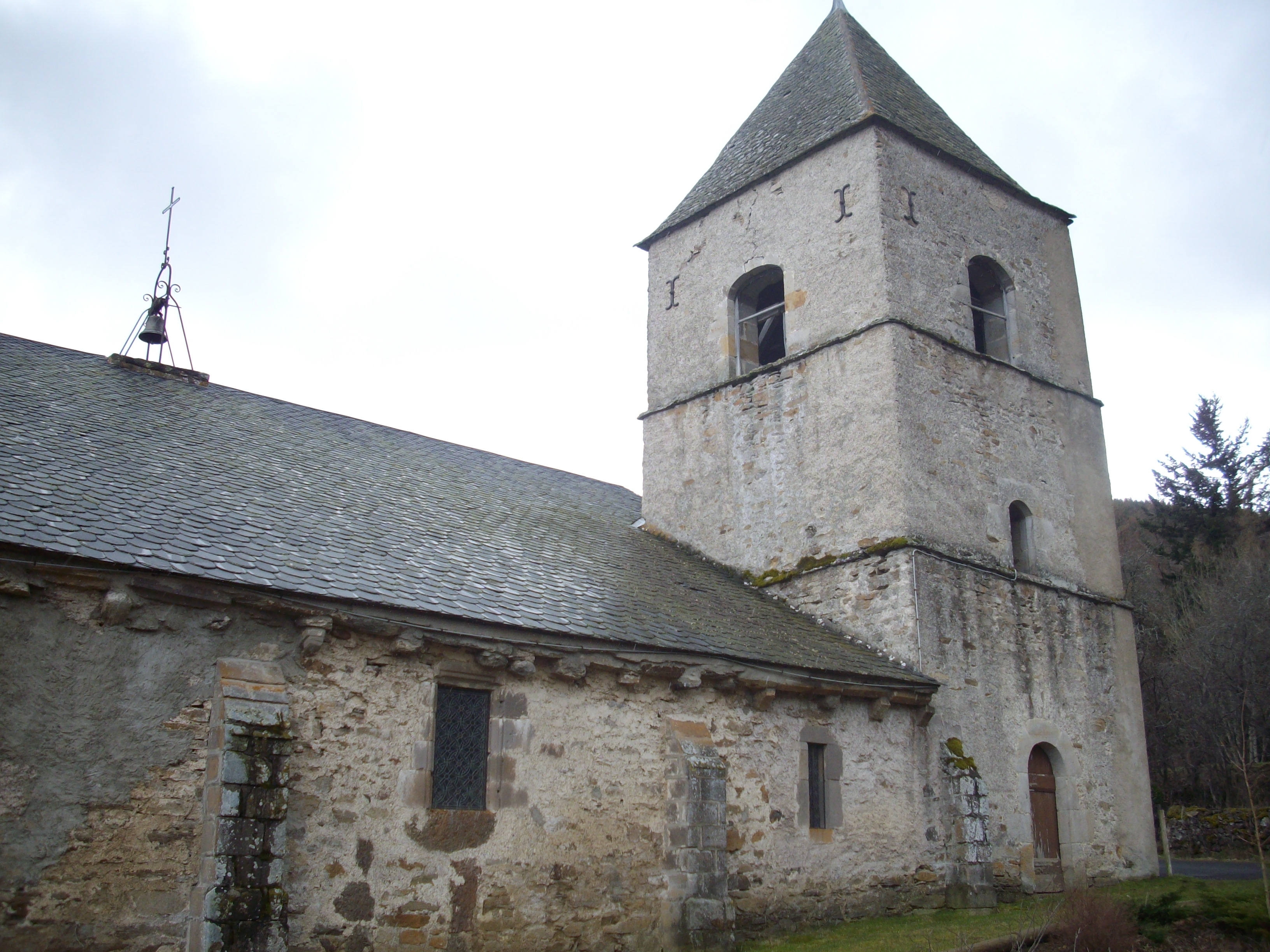
Kirche Saint-Saturnin-et-Sainte-Florine